# ベストロリー
『ベストロリー』は、キャプテンストライダムのベスト・アルバム。2010年4月14日にソニー・ミュージックアソシエイテッドレコーズより発売された。

## 概要
活動休止を機にリリースされる初のベスト・アルバム。結成10周年を記念した作品であり、「ヒストリーアルバム」という表現がなされている。
初回生産限定盤と通常盤の2形態で発売。ジャケットは色違いで、過去の作品のジャケットや宣材写真からメンバーの顔の部分を切り取って散りばめたデザインになっている。
DISC-1はシングル曲を中心に収録され、アルバム収録曲の新バージョン「東京ジャンボ☆ディスコ2010」や新曲「泣いていいのさ」を加えた全16曲を収録。収録曲はいずれもシングルバージョンで収録されており、「流星オールナイト」と「LONE STAR」の2曲と前年に発売された「ブギーナイト・フィーバー」は本作でアルバム初収録となった。その一方でメジャーデビュー曲である「マウンテン・ア・ゴーゴー・ツー」は未収録。
初回盤のみに付属されているDISC-2は、入手困難となっている音源やシングルのカップリング曲やライブ音源、他アーティストのカバー曲などが収録された。購入者特典を除き、いずれの楽曲もアルバム初収録もしくはキャプテンストライダム関連の作品には初収録となる楽曲である。
CMには収録曲「肉屋の娘」のモデルとなった肉屋である「ミートショップこしみず」の越水武茂代（こしみず ももよ）が出演している。
収録曲のうち、風待レコードから発売された「マウンテン・ア・ゴーゴー」「肉屋の娘」「サンドバッグの夜」「ねずみのブルース」は権利上の問題から音楽配信されていない。

## 収録内容
※収録内容の備考は、特設サイトに記載のものに準拠。
| #         | タイトル                                                | 作詞                   | 作曲                  | 編曲                                 | 時間  |
| --------- | ------------------------------------------------------- | ---------------------- | --------------------- | ------------------------------------ | ----- |
| 1.        | 「マウンテン・ア・ゴーゴー」(1stシングル)               | 永友聖也               | 永友聖也              | キャプテンストライダム               | 4:18  |
| 2.        | 「肉屋の娘」(1stアルバム『ブッコロリー』収録曲)         | 永友聖也               | 永友聖也              | キャプテンストライダム               | 4:16  |
| 3.        | 「サンドバッグの夜」(1stアルバム『ブッコロリー』収録曲) | 永友聖也               | 永友聖也              | キャプテンストライダム               | 4:04  |
| 4.        | 「流星オールナイト」(3rdシングル)                       | 永友聖也               | 永友聖也              | キャプテンストライダム               | 4:47  |
| 5.        | 「キミトベ」(4thシングル)                               | 永友聖也 久保田洋司    | 永友聖也              | キャプテンストライダム 大平太一      | 4:23  |
| 6.        | 「悲しみのシミかな」(5thシングル)                       | 久保田洋司             | 永友聖也              | キャプテンストライダム 大平太一      | 4:36  |
| 7.        | 「風船ガム」(6thシングル)                               | 松本隆                 | 永友聖也              | 笹路正徳 キャプテンストライダム      | 4:16  |
| 8.        | 「恋するフレミング」(7thシングル)                       | 永友聖也               | 永友聖也              | 久保田光太郎 キャプテンストライダム  | 6:11  |
| 9.        | 「LONE STAR」(8thシングル)                              | 永友聖也 久保田光太郎  | 永友聖也 久保田光太郎 | 久保田光太郎 キャプテンストライダム  | 3:45  |
| 10.       | 「ケムリマン」(3rdアルバム『BAN BAN BAN』収録曲)        | 永友聖也               | 永友聖也              | 久保田光太郎 キャプテンストライダム  | 5:23  |
| 11.       | 「わがままチャック」(9thシングル)                       | 永友聖也               | 永友聖也              | Steve Jordan Captain Straydum        | 4:12  |
| 12.       | 「人間ナニモノ!?」(10thシングル)                        | 永友聖也               | 永友聖也              | Steve Jordan Captain Straydum        | 4:31  |
| 13.       | 「CHERRY BOY」(4thアルバム『音楽には希望がある』収録曲) | 永友聖也               | 永友聖也              | Steve Jordan Captain Straydum        | 4:45  |
| 14.       | 「ブギーナイト・フィーバー」(11thシングル)              | キャプテンストライダム | 永友聖也              | CHOKKAKU                             | 4:31  |
| 15.       | 「東京ジャンボ☆ディスコ2010」(未発表曲)                 | 永友聖也               | 永友聖也              | Jeff Miyahara キャプテンストライダム | 3:59  |
| 16.       | 「泣いていいのさ」(未発表曲)                            | 永友聖也               | 永友聖也              | キャプテンストライダム               | 3:48  |
| 合計時間: | 合計時間:                                               | 合計時間:              | 合計時間:             | 合計時間:                            | 71:45 |

| #         | タイトル                                                                                                   | 作詞                                    | 作曲                                    | 編曲                                | 時間  |
| --------- | --- | --------------------------------------- | --------------------------------------- | ----------------------------------- | ----- |
| 1.        | 「ねずみのブルース」(1stアルバム『ブッコロリー』購入者特典)                                                | 永友聖也                                | 永友聖也                                | キャプテンストライダム              | 4:23  |
| 2.        | 「ノーテンフラワー」(2ndシングル『マウンテン・ア・ゴーゴー・ツー』c/w)                                     | 永友聖也                                | 永友聖也                                | キャプテンストライダム              | 3:09  |
| 3.        | 「あとの祭り」(4thシングル『キミトベ』c/w)                                                                 | 永友聖也                                | 永友聖也                                | キャプテンストライダム 大平太一     | 4:55  |
| 4.        | 「夏のカケラ」(6thシングル『風船ガム』c/w)                                                                 | 永友聖也                                | 永友聖也                                | 大平太一 キャプテンストライダム     | 4:19  |
| 5.        | 「北京原人」(11thシングル『ブギーナイト・フィーバー』c/w)                                                  | 梅田啓介                                | 梅田啓介                                | キャプテンストライダム              | 4:09  |
| 6.        | 「おばけナイターのテーマ -SHINJUKU JAM LIVE-」(1stシングル『マウンテン・ア・ゴーゴー』c/w)                 | 永友聖也                                | 永友聖也                                | キャプテンストライダム              | 3:33  |
| 7.        | 「ヤルキレス -Live at SHIBUYA-AX-」(2ndシングル『マウンテン・ア・ゴーゴー・ツー』c/w)                      | 永友聖也                                | 永友聖也                                | キャプテンストライダム              | 3:24  |
| 8.        | 「舟 -Live at SHIMOKITAZAWA CLUB QUE 2004.12.04-」(3rdシングル『流星オールナイト』c/w)                     | 永友聖也                                | 永友聖也                                | キャプテンストライダム              | 5:33  |
| 9.        | 「犬の生活 -Live at LIQUIDROOM 2006.09.23-」(8thシングル『LONE STAR』c/w)                                  | 永友聖也                                | 永友聖也                                | 久保田光太郎 キャプテンストライダム | 3:38  |
| 10.       | 「GOOD HARVEST -Live at SHIBUKO 2007.03.18-」(LIVE DVD『LIVE IN SHIBUKO "BIG BAN BUZZ"』収録)              | 永友聖也                                | 永友聖也                                | キャプテンストライダム 大平太一     | 4:44  |
| 11.       | 「SURRENDER」(チープ・トリックのカバー曲 / 8thシングル『LONE STAR』c/w)                                    | RICK NIELSEN                            | RICK NIELSEN                            | キャプテンストライダム 久保田光太郎 | 4:26  |
| 12.       | 「ペケペケ」(UNICORNのカバー曲 / トリビュート・アルバム『ユニコーン・トリビュート』収録)                   | 川西幸一                                | 奥田民生                                | キャプテンストライダム              | 3:18  |
| 13.       | 「SHOOT TO THRILL」(AC/DCのカバー曲 / トリビュート・アルバム『THUNDER TRACKS -TRIBUTE TO AC/DC-』収録)     | Brian Johnson Angus Young Malcolm Young | Brian Johnson Angus Young Malcolm Young | Captain Straydum                    | 5:03  |
| 14.       | 「Shangri-La」(電気グルーヴのカバー曲 / 11thシングル『ブギーナイト・フィーバー』c/w)                       | 電気グルーヴ                            | 電気グルーヴ Bebu Silvetti              | キャプテンストライダム              | 4:10  |
| 15.       | 「ニートな午後3時」(未発表曲)                                                                              | 三浦徳子                                | 小田裕一郎                              | キャプテンストライダム              | 3:53  |
| 16.       | 「深夜高速」(フラワーカンパニーズのカバー曲 / トリビュート・アルバム『深夜高速 -生きててよかったの集い-』) | 鈴木圭介                                | 鈴木圭介                                | キャプテンストライダム              | 4:34  |
| 合計時間: | 合計時間:                                                                                                  | 合計時間:                               | 合計時間:                               | 合計時間:                           | 67:11 |

## 曲の解説
ここでは未発表曲として収録されている楽曲のみを記載。既発曲の解説は、各項目を参照。
東京ジャンボ☆ディスコ2010
4thアルバム『音楽には希望がある』収録曲をリレコーディングした音源。
オリジナルよりも低音やリズムを強調したアレンジになっており、コード進行が一部異なっている。Jeff Miyaharaがプロデュースした。

泣いていいのさ
本作のためにリレコーディングされた新曲。節目となるレコーディングとなり、いくつかの候補曲の中から、メンバー全員一致でこの曲が選ばれた。永友は「バンドを結成してから初めて自分自身に宛てて書いた曲かも。」と語っている。

ニートな午後3時
松原みきのカバー曲。本作のために新録。
コーラスで真城めぐみ、パーカッションで西岡ヒデロー（CENTRAL）が参加している。